# Nhiễm độc chẹn kênh calci
Nhiễm độc chẹn kênh calci là việc dùng quá nhiều thuốc chẹn kênh calci (CCB - calcium channel blocker) do vô tình hoặc cố ý. Việc này thường khiến nhịp tim bị chậm đi và huyết áp thấp. Bệnh này có thể dẫn đến tim ngừng đập. Một số thuốc chặn kênh calci có thể gây ra nhịp tim nhanh bất thường do việc hạ huyết áp. Các triệu chứng khác có thể bao gồm buồn nôn, nôn mửa, buồn ngủ, và thở dốc. Các triệu chứng thường xảy ra trong sáu giờ đầu tiên nhưng với một số dạng thuốc triệu chứng không bắt đầu cho đến 24 giờ sau đó.
Có một số phương pháp điều trị có thể hữu hiệu. Những biện pháp này bao gồm những nỗ lực làm giảm sự hấp thu thuốc bao gồm: uống trực tiếp than hoạt tính qua miệng ngay sau khi nuốt phải hoặc rửa toàn bộ ruột nếu dùng thuốc kéo dài. Không nên ép bệnh nhân gây nôn mửa. Các loại thuốc để điều trị các tác dụng độc hại bao gồm: dịch truyền tĩnh mạch, calci gluconat, glucagon, insulin liều cao, thuốc giãn mạch và lipid nhũ tương. Oxy hóa màng ngoài cơ thể cũng có thể là một lựa chọn.
Hơn 10.000 trường hợp nhiễm độc chẹn kênh calci đã được báo cáo tại Hoa Kỳ trong năm 2010. Cùng với thuốc chẹn beta và thuốc chẹn kênh calci digoxin là một trong các chất thuốc gây tử vong nhiều nhất khi dùng quá liều. Những loại thuốc này lần đầu tiên xuất hiện trong những năm 1970 và 1980. Chúng là một trong số ít loại thuốc mà với liều dùng một viên đã có thể dẫn đến cái chết của một đứa trẻ.

## Dấu hiệu và triệu chứng
Hầu hết những người uống quá nhiều chất chẹn kênh calci, đặc biệt là diltiazem, có nhịp tim chậm và huyết áp thấp. Điều này có thể dẫn đến việc tim ngừng đập. Chất chẹn kênh calci thuộc nhóm dihydropyridine và flunarizine, dẫn đến nhịp tim nhanh bất thường như một phản ứng của huyết áp giảm thấp. Với chất thuộc nhóm verapamil, mặc dù nó có chung cơ chế hoạt động tương tự như diltiazem, báo cáo có cả nhịp tim nhanh và chậm.
Các triệu chứng tiềm tàng khác bao gồm: buồn nôn và nôn mửa, giảm mức độ nhận thức, và khó thở. Triệu chứng thường bắt đầu trong vòng 6 giờ sau khi uống thuốc qua miệng. Với các công thức phóng thích kéo dài các triệu chứng có thể mất một ngày mới thể hiện ra. Động kinh hiếm gặp ở người lớn nhưng ở trẻ em xảy ra thường xuyên hơn.